# Спортивное оружие
Спортивное оружие — оружие специализированное для спортивных соревнований по стрельбе. Главным отличием от стандартного огнестрельного оружия является отсутствие автоматического режима огня и стального бронебойного сердечника в пуле. Другие технические характеристики боевого оружия: дальность, энергия, надежность – мало отличаются от спортивного варианта. К спортивному оружию можно отнести, ружья гладкоствольного типа, предназначенные для практической, либо стендовой стрельбы, а также винтовки, применяющиеся в биатлоне. 

## Виды спортивного оружия
- Спортивные пистолеты.

- Спортивные ружья.

- Спортивные винтовки.

## Виды спортивной стрельбы
- Стендовая стрельба (соревнования на открытых площадках из гладкоствольных ружий);
- Варминтинг (стрельба из нарезного оружия специальных образцов по дальним и сверхдальним целям);
- Бенчрест (элитный стрелковый спорт с позиции настольного упора);
- Снайпинг (стрельба из винтовки с оптическим прицелом из разных позиций по целям небольших размеров);
- Пулевая (используют пневматические (4,5 мм), малокалиберные (5,6 мм) и крупнокалиберные (7,62-9,65 мм) винтовки пистолеты);
- Практическая (усвоение и выработка определенных навыков и приемов).